# Montivilliers
Montivilliers é uma comuna francesa na região administrativa da Normandia, no departamento de Sena Marítimo. Estende-se por uma área de 19,09 km². Em 2010 a comuna tinha 15 802 habitantes (densidade: 827,8 hab./km²).